# Nikki (álbum)
Nikki é o título do segundo álbum de estúdio da cantora brasileira Nikki, um homônimo lançado pela OH Produções em parceria com a Sony Music. O disco foi lançado oficialmente em 24 de julho de 2015 depois de uma versão em extended play (EP) liberada como prévia anteriormente das faixas que viriam a compor o trabalho.

## Desenvolvimento
Em agosto de 2014 foi anunciado que a cantora estaria trocando seu nome artístico de Nicky Valentine, pelo qual era conhecida no cenário de música eletrônica, para apenas Nikki. A alteração veio com estratégia para que ela pudesse se lançar no mercado de música pop das grandes rádios, trazendo um trabalho mais voltado ao gênero, migrando da música eletrônica, utilizando para isso um nome de fácil adesão. Logo após é revelado que a cantora assinou com a Sony Music, fazendo uma parceria com sua produtora, a OH Produções. Em 10 de julho de 2015 Nikki lança um extended play (EP) homônimo, que serviria de prévia para as canções que estariam em seu novo disco, sendo uma extensão deste.
Duas semanas mais tarde, em 24 de julho, é lançado o álbum da cantora, sendo um misto de sua carreira, com seis faixas inéditas, além de seis bônus de seus antigos sucessos, regravadas pela cantora em um tom mais pop. O disco contou com a participação especial de Leandro Buenno, Allan Natal, Moka Blast, Dream Kayris, Max B.O., Breno Barreto e Tommy Love, além de composições de Allan Natal e Breno Barreto. A produção ficou por conta dos brasileiros Mister Jam e Ruxell, além dos próprios Allan Natal e Breno Barreto, e também dos canadenses Moka Blast e Dream Kayris.

## Singles
O primeiro single do álbum foi "Vai Voltar", uma balada romântica com a participação especial do rapper Max B.O., liberada em 16 de setembro de 2014. Em 10 de fevereiro de 2015 é liberada "You Won't Bring Me Down", com a participação de Allan Natal, Dream Kayris & Moka Blast, como segundo single apenas nas rádios eletrônicas, tendo um lançamento restrito. O terceiro single do álbum – e segundo nas rádios – foi "Sei Lá", com a participação de Leandro Buenno, em 24 de março de 2015.

## Lista de faixas
| Versão padrão |                                                                        |                                        |         |  |
| N.º           | Título                                                                 | Compositor(es)                         | Duração |  |
| 1.            | "Despertar"                                                            | Aime Bocchi                            | 3:43    |  |
| 2.            | "Sei Lá" (com Leandro Buenno)                                          | Danillo Mendes Bocchi Thiago Gimenes   | 3:32    |  |
| 3.            | "Me Valorizar"                                                         | Gimenes                                | 2:47    |  |
| 4.            | "Não Faz Linha"                                                        | Bocchi Gimenes                         | 3:30    |  |
| 5.            | "You Won't Bring Me Down" (com Allan Natal, Dream Kayris & Moka Blast) | Bocchi Gimenes Dream Kayris Moka Blast | 3:47    |  |
| 6.            | "Vai Voltar" (com Max B.O.)                                            | Bocchi Max B.O.                        | 4:30    |  |
| 7.            | "Acabou"                                                               | Bocchi Gimenes                         | 3:30    |  |
| 8.            | "My Samba (Meu Samba)" (com Breno Barreto)                             | Bocchi Breno Barreto                   | 3:36    |  |
| 9.            | "Sometimes"                                                            | Bocchi                                 | 4:00    |  |
| 10.           | "Cha Cha Boom (Edson Pride Remix)" (com Breno Barreto)                 | Bocchi Barreto                         | 2:51    |  |
| 11.           | "Kiss Kiss Goodbye" (com Tommy Love)                                   | Bocchi                                 | 3:47    |  |
| 12.           | "Deep In My Heart"                                                     | Bocchi Fabianno Almeida                | 3:44    |  |

| Versão EP |                                                                        |                                        |         |  |
| N.º       | Título                                                                 | Compositor(es)                         | Duração |  |
| 1.        | "Despertar"                                                            | Aime Bocchi                            | 3:43    |  |
| 2.        | "Me Valorizar"                                                         | Thiago Gimenes                         | 2:47    |  |
| 3.        | "Não Faz Linha"                                                        | Bocchi Gimenes                         | 3:30    |  |
| 4.        | "You Won't Bring Me Down" (com Allan Natal, Dream Kayris & Moka Blast) | Bocchi Gimenes Dream Kayris Moka Blast | 3:47    |  |
| 5.        | "Deep In My Heart"                                                     | Bocchi Fabianno Almeida                | 3:44    |  |

## Histórico de lançamento
| País   | Data                | Formato(s)           | Gravadora               |
| ------ | ------------------- | -------------------- | ----------------------- |
| Brasil | 24 de julho de 2015 | CD, download digital | OH Produções Sony Music |